# 阿瑟·泰勒
阿瑟·泰勒（英語：Arthur Tyler，1915年7月26日—2008年8月23日），美国男子雪车运动员。他曾代表美国参加1956年冬季奥林匹克运动会雪车比赛，获得男子四人铜牌和男子双人第六名。